# Ясная Поляна (Ореховский район)
Я́сная Поля́на (укр. Ясна Поляна) — село,
Яснополянский сельский совет,
Ореховский район,
Запорожская область,
Украина.
Код КОАТУУ — 2323988501. Население по переписи 2001 года составляло 623 человека.
Является административным центром Яснополянского сельского совета, в который, кроме того, входит село
Трудооленовка.

## Географическое положение
Село Ясная Поляна находится у истоков реки Широкая,
на расстоянии в 1,5 км от села Новотроицкое.
Река в этом месте пересыхает, на ней сделано несколько запруд.

## История
- 1868 год — дата основания как село Копани.
- В 1964 году переименовано в село Ясная Поляна.

## Объекты социальной сферы
- Школа.
- Детский сад.
- Клуб.
- Дом культуры.
- Фельдшерско-акушерский пункт.

## Достопримечательности
- Братская могила 89 советских воинов.